# Konferenz von Jericho
Die Konferenz von Jericho fand am 1. Dezember 1948 in Jericho statt. König Abdallah ibn Husain I. von Jordanien berief die Konferenz ein, auf welcher mehr als eintausend palästinensische Delegierte den Wunsch nach Vereinigung mit Transjordanien bekräftigten und Abdallah als ihren König anerkannten.
Geleitet wurde die Konferenz von Scheich Muhammad Ali Ja'abari, dem Bürgermeister von Hebron.

## Konferenz
Anlass der Konferenz war das Ende des Britischen Mandats über Palästina, die Gründung des Staates Israel, der Verlust vieler vormals arabischer Gebiete und die de-facto-Besetzung des Westjordanlandes und von Ost-Jerusalem durch das transjordanische. Königreich.

### Teilnehmer
In der Literatur ist einmal die Rede von 1.000 Teilnehmern, an anderen Stellen von mehreren tausend Teilnehmern. In Begleitung ihrer Bürgermeister reisten ganze Delegationen aus Bethlehem, Hebron, Jerusalem, Nablus und Ramallah an, weiters der Generalgouverneur der Arabischen Legion und die Militärgouverneure sämtlicher Bezirke. Es waren auch Vertreter der Flüchtlinge aus jenen Städten, die vom neuen Staate Israel besetzt worden waren, anwesend und stimmberechtigt.

### Resolutionen
Sechs Resolutionen wurden vorgeschlagen und diskutiert. Angenommen wurden jedoch nur die folgenden vier:
1. Die arabischen Palästinenser wünschen die Vereinigung von Transjordanien und dem arabischen Palästina. Sie machen ihren Wunsch kund, dass das arabische Palästina an Transjordanien angeschlossen wird. Sie erkennen ausdrücklich Abdullah als ihren König an und fordern ihn auf, sich selbst zum König der neuen Territorien zu erklären.
2. Die arabischen Palästinenser danken ausdrücklich den arabischen Staaten für ihre Bemühungen um die Befreiung Palästinas.
3. Danksagung an die arabischen Staaten für die großzügige Unterstützung der palästinensischen Flüchtlinge.
4. Beschluss, dass die erste Resolution sofort dem König überbracht werden solle.[2]

Mit der zweiten Resolution wollten die Delegierten den anderen arabischen Staatén signalisieren, dass ihre Aufgaben erledigt seien.

### Kritik
Ägypten und die Arabische Liga lehnten die Konferenz ab. Die syrische Presse sah die Resolution als Verletzung des Selbstbestimmungsrechts an. Der irakische Premierminister Nuri as-Said forderte den König auf, mit der Annexion eineinhalb Jahre zu warten, was dann auch geschah. Mohammed Amin al-Husseini protestierte, erklärte die Resolution für null und nichtig, forderte zum Boykott auf.

## Annexion
Am 24. April 1950 beschloss das jordanische Parlament die Annexion des Westjordanlands und von Ost-Jerusalem; die Bewohner dieser Gebiete wurden damit jordanische Staatsbürger. Zum Ende der jordanischen Herrschaft im Westjordanland und in Ost-Jerusalem kam es, als israelische Truppen 1967 im Sechstagekrieg das Gebiet besetzten.